# 梶山弘志
梶山弘志（1955年10月18日—），日本政治家，自由民主黨黨員，出身於茨城縣常陸太田市。曾任經濟產業大臣、內閣府特命擔當大臣（原子能損害賠償·廢爐等支援機構擔當）、內閣府特命擔當大臣（地方創生、規制改革）。2000年至今擔任眾議院議員。
歷任國土交通副大臣（第2次安倍內閣）、國土交通大臣政務官（第1次安倍內閣）、眾議院國土交通委員長、災害對策特別委員長、自由民主黨經理局長等職務。
父親是歷任自由民主黨幹事長、內閣官房長官、法務大臣的梶山靜六。

## 經歷
茨城縣常陸太田市出生。日本大學法學部法律學科畢業。
2000年，眾議院議員總選舉參加競選，初次當選。2012年，就任自民黨會計局長。同年12月，就任國土交通副大臣（海上保安關係對策和國土政策，城市局，道路，海事，港灣，航空，北海道開發及國際關係對策的總括）。
2017年8月，就任第3次安倍再改造內閣 內閣府特命擔當大臣（地方創生，規制改革）。

## 外部連結
- 官方網站 （页面存档备份，存于）

| 官衔                 | 官衔                                                 | 官衔                     |
| -------------------- | ---------------------------------------------------- | ------------------------ |
| 前任： 山本幸三      | 內閣府特命擔當大臣（地方創生） 第3代：2017年—2021年  | 繼任： 萩生田光一        |
| 前任： 山本幸三      | 內閣府特命擔當大臣（規制改革） 第19代：2017年—2021年 | 繼任： 萩生田光一        |
| 前任： 長安豐 伴野豐 | 國土交通副大臣 2012年—2013年                         | 繼任： 高木毅 野上浩太郎 |
| 議會席位             |                                                      |                          |
| 前任： 金子恭之      | 眾議院國土交通委員長 2013年—2014年                   | 繼任： 今村雅弘          |